# Velká šestka (lední hokej)

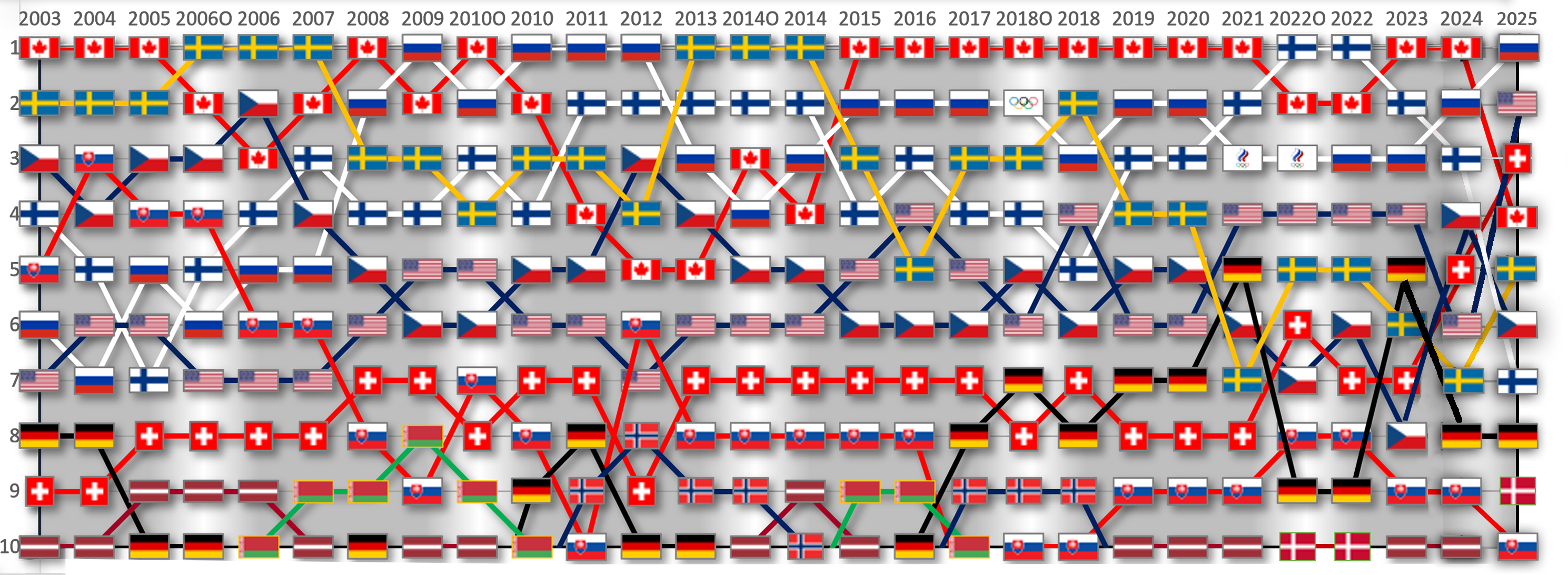
Světové pořadí IIHF ukazuje význam Velké šestky.

Velká šestka (anglicky Big Six) je v mezinárodním mužském ledním hokeji skupina šesti národních týmů, které od 50. let sportu na mezinárodní úrovni dominují. Skládá se ze severoamerických zemí Kanady a Spojených států amerických a čtyř evropských zemí: Česka, Finska, Ruska a Švédska. Během studené války a dva roky poté Sovětský svaz a Československo zastupovaly ve skupině místa Ruska a České republiky. Čtyři evropští členové jsou někdy označováni jako „evropská velká čtyřka“ nebo „velká čtyřka“, aby se odlišily od severoamerických týmů.
Z 207 medailí udělovaných Mezinárodní hokejovou federací (IIHF) na mistrovstvích světa v ledním hokeji bylo pouze 21 uděleno týmům mimo Velkou šestku a z těchto pouze šest z nich vyhrálo medaile od roku 1953 (čtyři medaile vyhrálo Slovensko, dvě Švýcarsko). Podobně pouze 7 sad z celkových 72  olympijských medailí v ledním hokeji bylo uděleno týmům mimo Velkou šestku.
Týmy velké šestky skončily v první osmičce, a tedy se dostaly do čtvrtfinále každého mistrovství světa, mezi lety 2011 a 2019, pouze dva ze zbývajících 10 týmů na turnaji se tedy dostaly do vyřazovacích kol. V roce 2021 se do čtvrtfinále poprvé nedostalo Švédsko. 

## Mistrovství světa v ledním hokeji

Vítězové mistrovství světa v ledním hokeji s počtem vítězství.
1
2–4
5–9
10–24
25+

| Země    | 93 | 94 | 95 | 96 | 97 | 98 | 99 | 00 | 01 | 02 | 03 | 04 | 05 | 06 | 07 | 08 | 09 | 10 | 11 | 12 | 13 | 14 | 15 | 16 | 17 | 18 | 19 | 21 | 22 | 23 | 24 |
| ------- | -- | -- | -- | -- | -- | -- | -- | -- | -- | -- | -- | -- | -- | -- | -- | -- | -- | -- | -- | -- | -- | -- | -- | -- | -- | -- | -- | -- | -- | -- | -- |
| Kanada  | 4  | 1  | 3  | 2  | 1  | 6  | 4  | 4  | 5  | 6  | 1  | 1  | 2  | 4  | 1  | 2  | 2  | 7  | 5  | 5  | 5  | 5  | 1  | 1  | 2  | 4  | 2  | 1  | 2  | 1  | 4  |
| Česko   | 3  | 7  | 4  | 1  | 3  | 3  | 1  | 1  | 1  | 5  | 4  | 5  | 1  | 2  | 7  | 5  | 6  | 1  | 3  | 3  | 7  | 4  | 4  | 5  | 7  | 7  | 4  | 7  | 3  | 8  | 1  |
| Finsko  | 7  | 2  | 1  | 5  | 5  | 2  | 2  | 3  | 2  | 4  | 5  | 6  | 7  | 3  | 2  | 3  | 5  | 6  | 1  | 4  | 4  | 2  | 6  | 2  | 4  | 5  | 1  | 2  | 1  | 7  | 8  |
| Rusko   | 1  | 5  | 5  | 4  | 4  | 5  | 5  | 11 | 6  | 2  | 7  | 10 | 3  | 5  | 3  | 1  | 1  | 2  | 4  | 1  | 6  | 1  | 2  | 3  | 3  | 6  | 3  | 5  | –  | –  | –  |
| Švédsko | 2  | 3  | 2  | 6  | 2  | 1  | 3  | 7  | 3  | 3  | 2  | 2  | 4  | 1  | 4  | 4  | 3  | 3  | 2  | 6  | 1  | 3  | 5  | 6  | 1  | 1  | 5  | 9  | 6  | 6  | 3  |
| USA     | 6  | 4  | 6  | 3  | 6  | 12 | 6  | 5  | 4  | 7  | 13 | 3  | 6  | 7  | 5  | 6  | 4  | 13 | 8  | 7  | 3  | 6  | 3  | 4  | 5  | 3  | 7  | 3  | 4  | 4  | 5  |

## Lední hokej na olympijských hrách
Olympijské hry byly do roku 1988 pro profesionální hráče uzavřeny. Hráči NHL měli povoleno hrát až od roku 1998. V roce 2018 jim opět nebylo umožněno soutěžit.
| Rok  | Kanada | Československo/ Česko | Finsko | Sovětský svaz/ SNS/ Rusko | Švédsko | USA       |
| ---- | ------ | --------------------- | ------ | ------------------------- | ------- | --------- |
| 1920 | 1      | 3                     | -      | -                         | 4       | 2         |
| 1924 | 1      | 5                     | -      | -                         | 4       | 2         |
| 1928 | 1      | 5                     | -      | -                         | 2       | -         |
| 1932 | 1      | -                     | -      | -                         | -       | 2         |
| 1936 | 2      | 4                     | -      | -                         | 5       | 3         |
| 1948 | 1      | 2                     | -      | -                         | 4       | anulováno |
| 1952 | 1      | 4                     | 7      | -                         | 3       | 2         |
| 1956 | 3      | 5                     | -      | 1                         | 4       | 2         |
| 1960 | 2      | 4                     | 7      | 3                         | 5       | 1         |
| 1964 | 4      | 3                     | 6      | 1                         | 2       | 5         |
| 1968 | 3      | 2                     | 5      | 1                         | 4       | 6         |
| 1972 | -      | 3                     | 5      | 1                         | 4       | 2         |
| 1976 | -      | 2                     | 4      | 1                         | -       | 5         |
| 1980 | 6      | 5                     | 4      | 2                         | 3       | 1         |
| 1984 | 4      | 2                     | 6      | 1                         | 3       | 7         |
| 1988 | 4      | 6                     | 2      | 1                         | 3       | 7         |
| 1992 | 2      | 3                     | 7      | 1                         | 5       | 4         |
| 1994 | 2      | 5                     | 3      | 4                         | 1       | 8         |
| 1998 | 4      | 1                     | 3      | 2                         | 5       | 6         |
| 2002 | 1      | 7                     | 6      | 3                         | 5       | 2         |
| 2006 | 7      | 3                     | 2      | 4                         | 1       | 8         |
| 2010 | 1      | 7                     | 3      | 6                         | 5       | 2         |
| 2014 | 1      | 6                     | 3      | 5                         | 2       | 4         |
| 2018 | 3      | 4                     | 6      | 1                         | 5       | 7         |
| 2022 | 6      | 9                     | 1      | 2                         | 4       | 5         |

## Kanadský pohár / Světový pohár v ledním hokeji
Kanadský pohár sloužil jako hokejový světový šampionát, který se řídil pravidly NHL a byl otevřen pro profesionální hráče NHL. Kanadský pohár 1976 byl tedy prvním setkáním nejlepších hráčů světa. 
Turnaj se konal pětkrát v letech 1976 až 1991. Pouze jeden tým mimo Velkou šestku, Německo, měl možnost zúčastnit se kanadského poháru. 
K tomu došlo v roce 1984, kdy Německo skončilo na mistrovství světa před Finskem.
Světový pohár v ledním hokeji nahradil Kanadský pohár v roce 1996. Konal se třikrát (1996, 2004 a 2016) a poté se bude konat každé čtyři roky. 
Soutěží osm týmů: Německo a Slovensko se zúčastnily prvních dvou ročníků. 
V roce 2016 hrál tým Evropy (skládající se z evropských hráčů, jejichž země neměly vlastní tým) a tým Severní Ameriky (složen z hráčů mladších 23 let z Kanady a Spojených států).

### Kanadský pohár
| Rok  | Kanada | Československo | Finsko | Sovětský svaz | Švédsko | USA |
| ---- | ------ | -------------- | ------ | ------------- | ------- | --- |
| 1976 | 1      | 2              | 6      | 3             | 4       | 5   |
| 1981 | 2      | 3              | 6      | 1             | 5       | 3   |
| 1984 | 1      | 5              | -      | 3             | 2       | 3   |
| 1987 | 1      | 3              | 6      | 2             | 3       | 5   |
| 1991 | 1      | 6              | 3      | 5             | 3       | 2   |

### Světový pohár v ledním hokeji
| Rok  | Kanada | Česko | Finsko | Rusko | Švédsko | USA |
| ---- | ------ | ----- | ------ | ----- | ------- | --- |
| 1996 | 2      | 7     | 5      | 3     | 3       | 1   |
| 2004 | 1      | 3     | 2      | 6     | 5       | 3   |
| 2016 | 1      | 6     | 8      | 4     | 3       | 7   |